# Palacio Vistalegre
El Palacio Vistalegre Arena es un edificio multiusos de la ciudad española de Madrid, concebido inicialmente como plaza de toros, situado en el barrio de Vista Alegre, en el distrito de Carabanchel.

## Antecedentes: la antigua plaza de toros "La Chata"

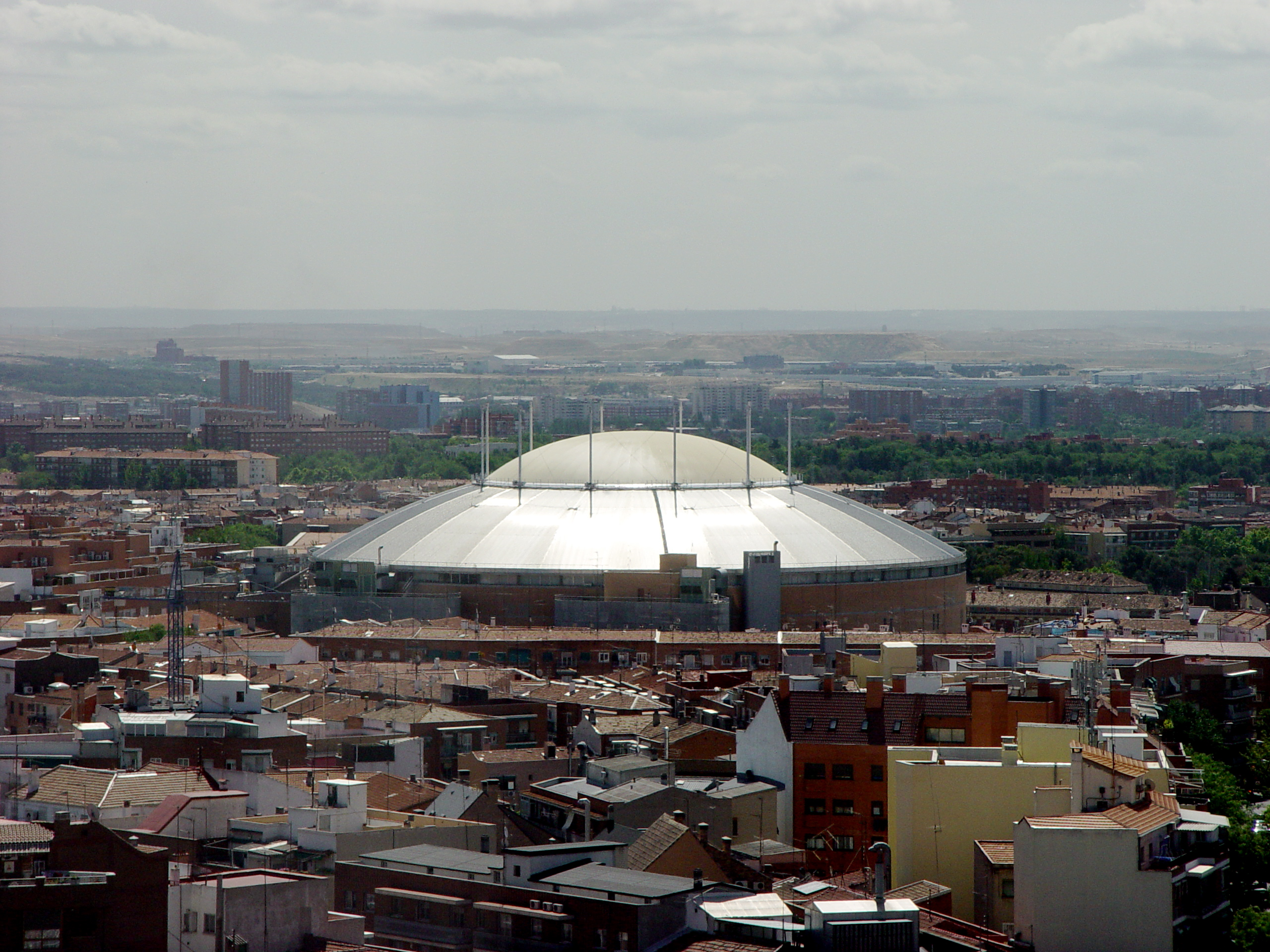
Vista de la cúpula cubierta actual

El 10 de agosto de 1906 comienza a construirse la plaza de toros que adopta el nombre de "Vista Alegre" debido al palacio que existe en sus inmediaciones, en la finca de Vista Alegre. Su propietario fue Francisco Romero, expresidente de la Diputación de Madrid.
La plaza de toros de Vista Alegre fue inaugurada el miércoles 15 de julio de 1908, dentro de los actos conmemorativos del primer centenario de la guerra de la Independencia, con la actuación a beneficio de la Asociación de la Prensa de Madrid de los diestros Ricardo Torres Reina “Bombita Chico”, Rafael González “Machaquito” y el mexicano Rodolfo Gaona, que lidiaron toros de la ganadería del marqués de los Castellones y uno de Olea.
La plaza de toros de Vista Alegre fue destruida durante la Guerra Civil, por lo que fue reconstruida durante la posguerra, en el año 1944, quedando de forma inconclusa, de ahí el nombre de "La Chata" con el que se la conoció a partir de entonces.
La plaza de toros de Vista Alegre "La Chata" fue inaugurada de nuevo el 18 de julio de 1947, pasando a ser propiedad del torero Luis Miguel Dominguín en 1948.
El edificio actual (Palacio Vistalegre) se encuentra ubicado, por tanto, sobre el solar de la antigua plaza de toros de Vista Alegre, conocida desde 1947 como "La Chata", y que estuvo situada en dicho lugar desde 1908 hasta su demolición en 1995.

## Descripción
El Palacio Vistalegre Arena es un edificio multiusos, concebido inicialmente como plaza de toros, situado en el barrio de Vista Alegre de Carabanchel. El 29 de marzo de 2001 se inauguró oficialmente como Palacio Vistalegre, siendo concesionario el empresario Arturo Beltrán.
El Palacio Vistalegre tiene tres elementos claramente diferenciados: 
- Una plaza de toros y recinto multiusos, cubierta y climatizada, con capacidad para 14 000 personas y para realizar actividades taurinas, deportivas, musicales, etc. En la parte inferior cuenta con 1000 plazas de aparcamiento. Se inauguró en 2000 con una corrida de toros encabezada por Curro Romero. Está considerada como plaza de segunda categoría.
- Una zona comercial en la que se encuentra el hipermercado Hipercor de 3 plantas y unos 10 000 metros cuadrados.
- Otra zona, también comercial, en la que se encuentra el mercado de Puerta Bonita (antiguo mercado de barrio que fue trasladado en el año 2006 a esta nueva ubicación).

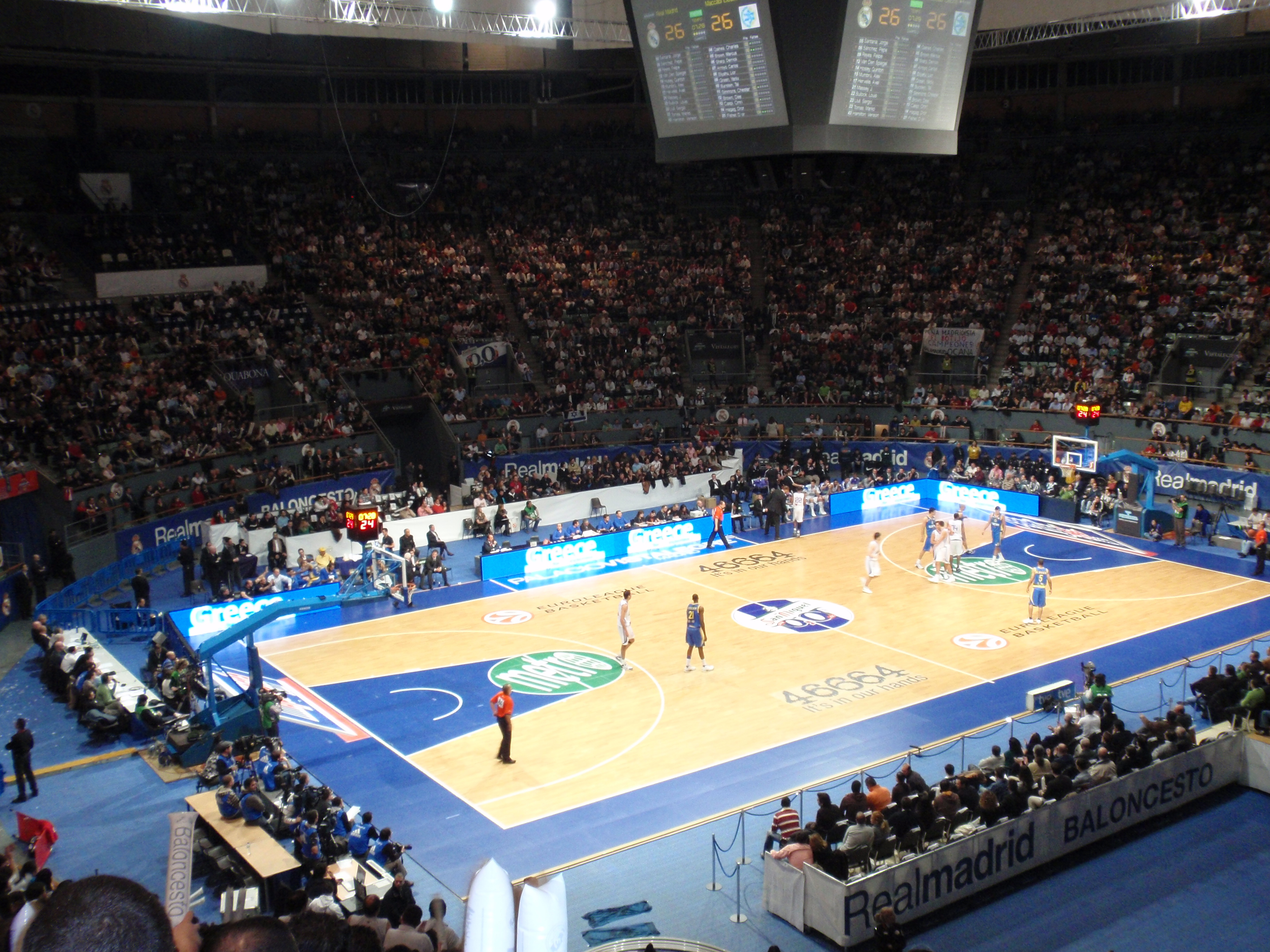
Aspecto de las gradas del Palacio Vistalegre durante la disputa de un partido de baloncesto.

El palacio está concebido también para acoger cualquier espectáculo deportivo lo que se evidencia especialmente cuando en el año 2002 se incendió el Palacio de los Deportes de Madrid y hubo que buscar ubicación al Estudiantes y al Real Madrid. El Atlético de Madrid de balonmano también disputó sus partidos de las ligas nacional y europea en la sede del Palacio Vistalegre.
Después de las elecciones europeas de 2014, se ha utilizado para convocatorias de partidos políticos, como la que organizó la Asamblea Ciudadana «Sí Se Puede», donde se presentaron los documentos fundacionales de Podemos, otra de Ciudadanos, otra de UPyD, y otras de Vox en 2018, 2019, 2020 y 2024.
También se ha utilizado para competiciones de deportes electrónicos, habiendo sido dos veces sede de finales de la League of Legends Championship Series europea (LCS EU), en 2015 y 2018. En 2019 acogió los cuartos de final y las semifinales del Mundial de League of Legends.
También ha acogido eventos religiosos, como la beatificación de Guadalupe Ortiz de Landázuri en mayo de 2019.

## Accesos

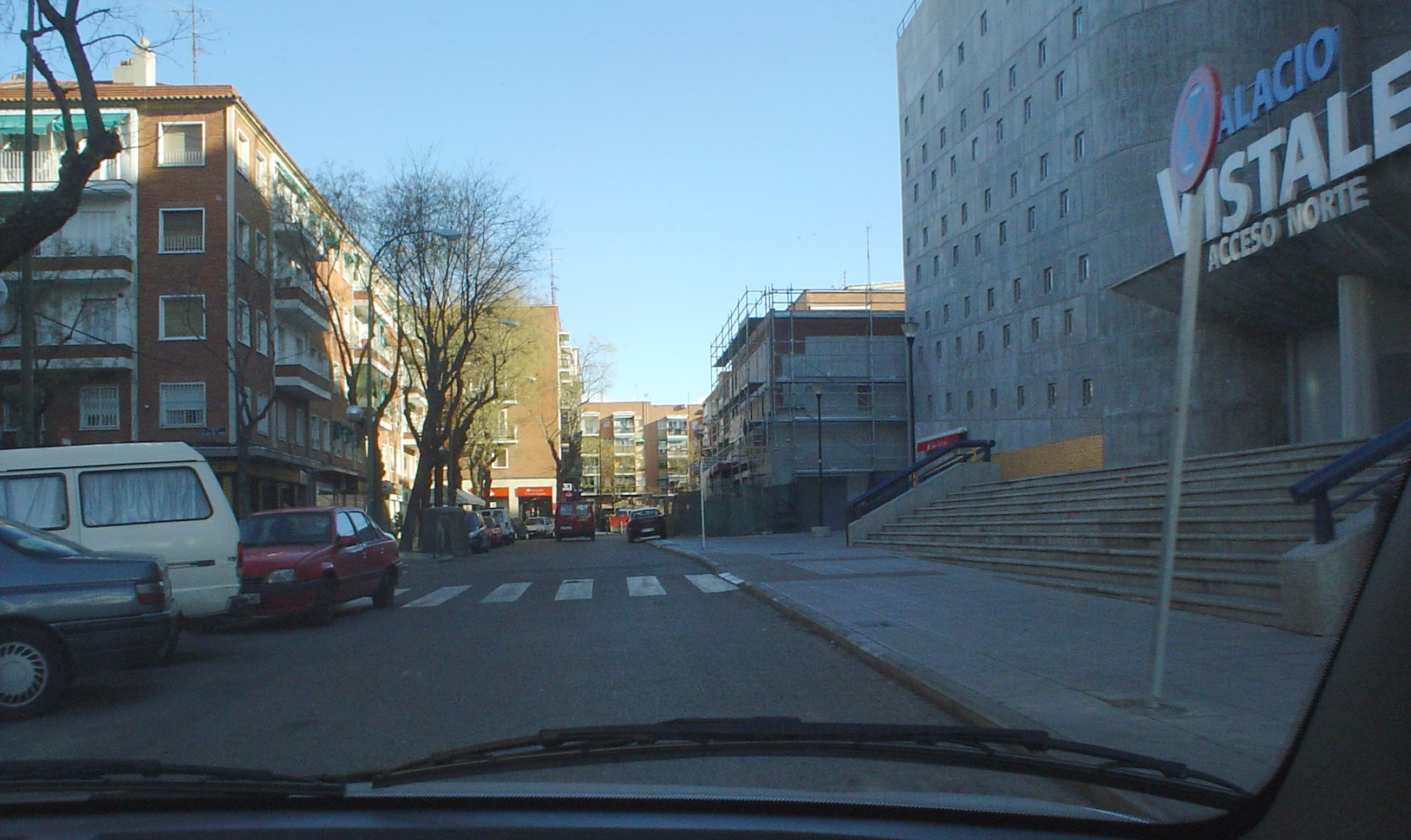
Palacio Vistalegre, Acceso Norte.

- Metro: la línea 5 de metro () (estación Vista Alegre)
- Autobuses: 34, 35, 247